# Gary & Mike
Gary & Mike es una serie de animación para adultos estadounidense emitida en 2001 por el canal UPN, en 2003 por Comedy Central y en 2004 por Locomotion para América Latina en versión subtitulada. La serie se produjo utilizando la técnica stopmotion y duró sólo una temporada de trece episodios.

## Historia
La serie trataba sobre dos mejores amigos que viajan por las rutas de Estados Unidos en un descapotable, sin hacer nada importante ni tener un objetivo definido. Sin saberlo van destruyendo los sueños, las esperanzas y las propiedades de los que se cruzan. Gary Newton usa lentes, trabaja como enfermero en un asilo, es una persona bastante normal, un poco tímido y bastante nervioso. A Mike le gusta divertirse, siempre se mete en problemas, es adicto al sexo y sus padres son unos borrachos que lo ignoran. En sus aventuras se cruzan con prostitutas, gente topo y con un asesino, todo mientras se escapan del padre policía de Nancy, una chica con la que Mike se acostó.
Aunque el episodio final incluyó un "continuará", el show fue cancelado después de su primera temporada. De acuerdo con el cocreador Adam Small, 10 episodios más fueron planeados para la segunda temporada. La cancelación fue en realidad un resultado de cuestiones financieras que UPN se enfrentaba.

## Premios
La serie ganó dos Premios Emmy para "Logro individual en animación"; también fue nominada en la categoría "Música y letra". Gary and Mike fue nominada por la Sociedad de Reparto de América para el "Mejor reparto de voz para serie de televisión animada".